# Kościół św. Mikołaja w Demre
Kościół św. Mikołaja w Demre (tur. Noel Baba Kilisesi) – rzymskokatolicka świątynia znajdująca się w mieście Demre (dawniej Myra), w prowincji Antalya, w południowo-zachodniej Turcji. Od 2000 roku znajduje się na liście informacyjnej światowego dziedzictwa UNESCO. 
Patronem kościoła jest żyjący na przełomie III i IV wieku n.e. biskup Miry, święty Mikołaj.

## Historia
Kościół św. Mikołaja został zbudowany w 520 roku za cesarza Justyniana I. Powstał w miejscu dawnego kompleksu świątynnego, w którym urzędował ówczesny arcybiskup Miry, święty Mikołaj, a sam kościół otrzymał jego patronat. Z biegiem czasu podliska rzeka zmieniła swój bieg, a kościół zaczął się wypełniać się mułem i został częściowo zasypany. Budynek został wyremontowany w XIX wieku na polecenie rosyjskiego cara Mikołaja I. Wówczas to dodano wieżę i wprowadzono zmiany w jego bizantyjskiej architekturze. W latach 2000–2006 przeprowadzono kolejną renowację kościoła, a zwłaszcza malowideł ściennych. Obecnie w obiekcie znajduje się Muzeum Świętego Mikołaja (tur. Noel Baba Müzesi).

## Galeria

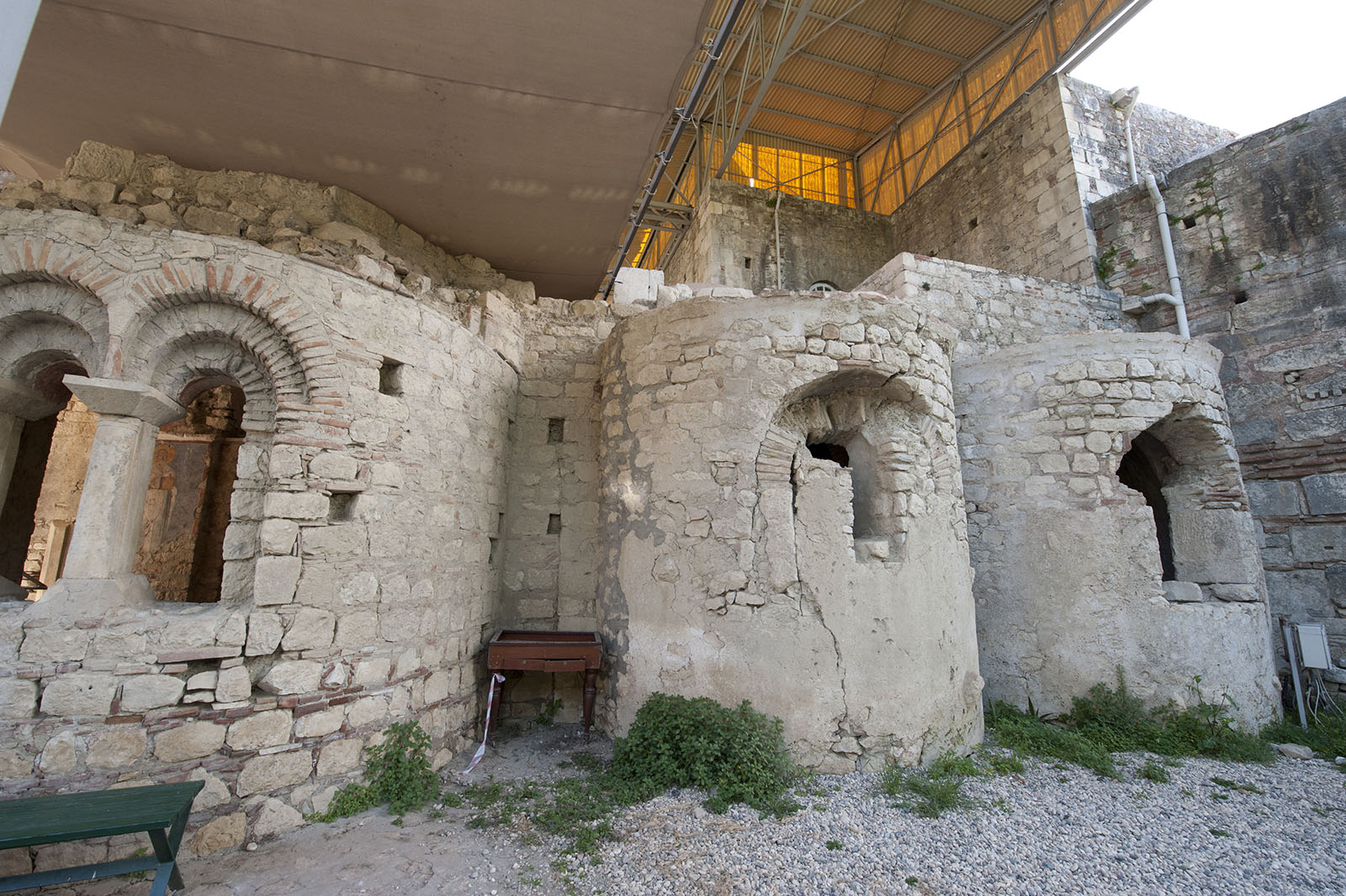
Widok z zewnątrz
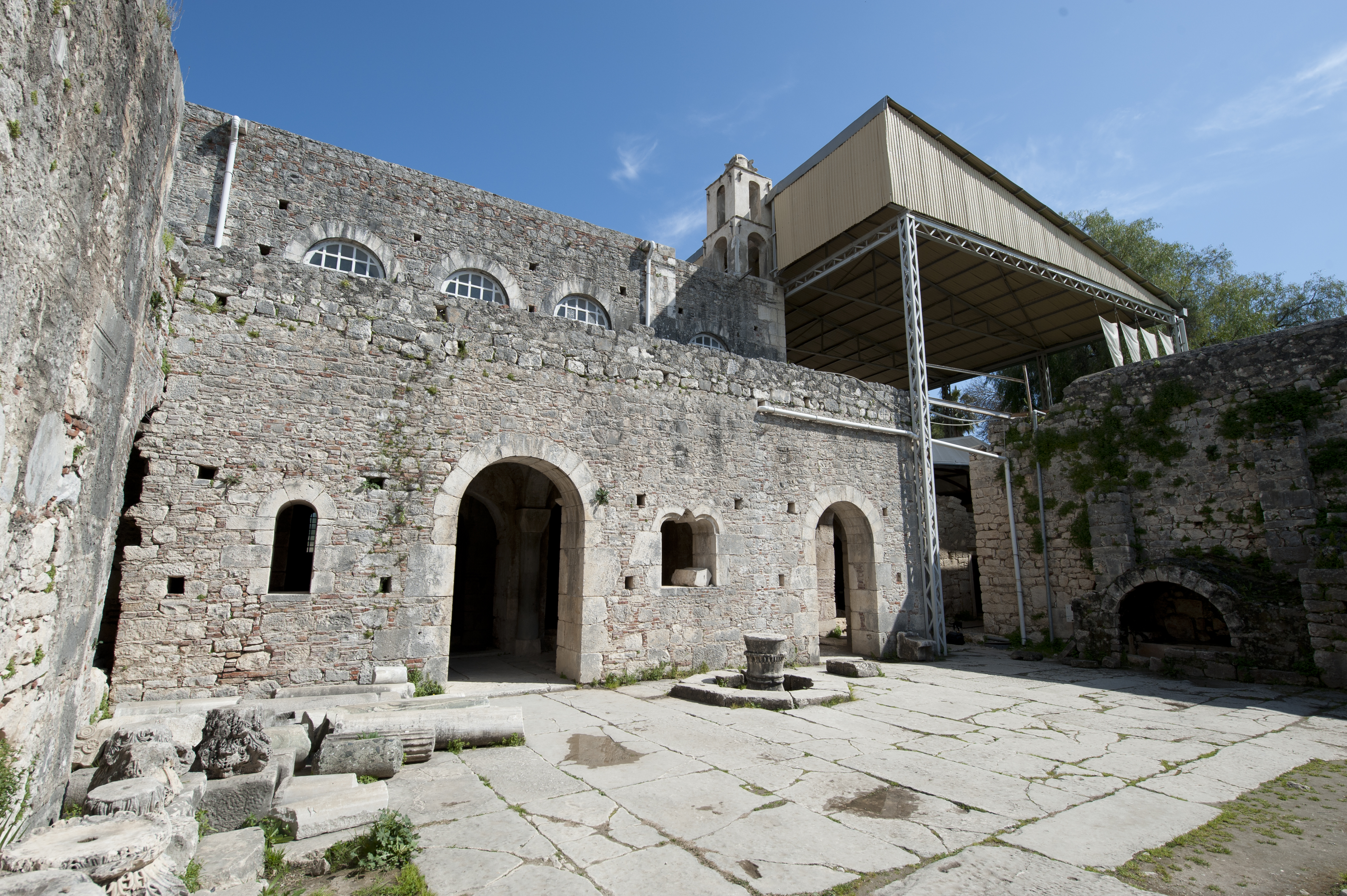
Widok z dziedzińca
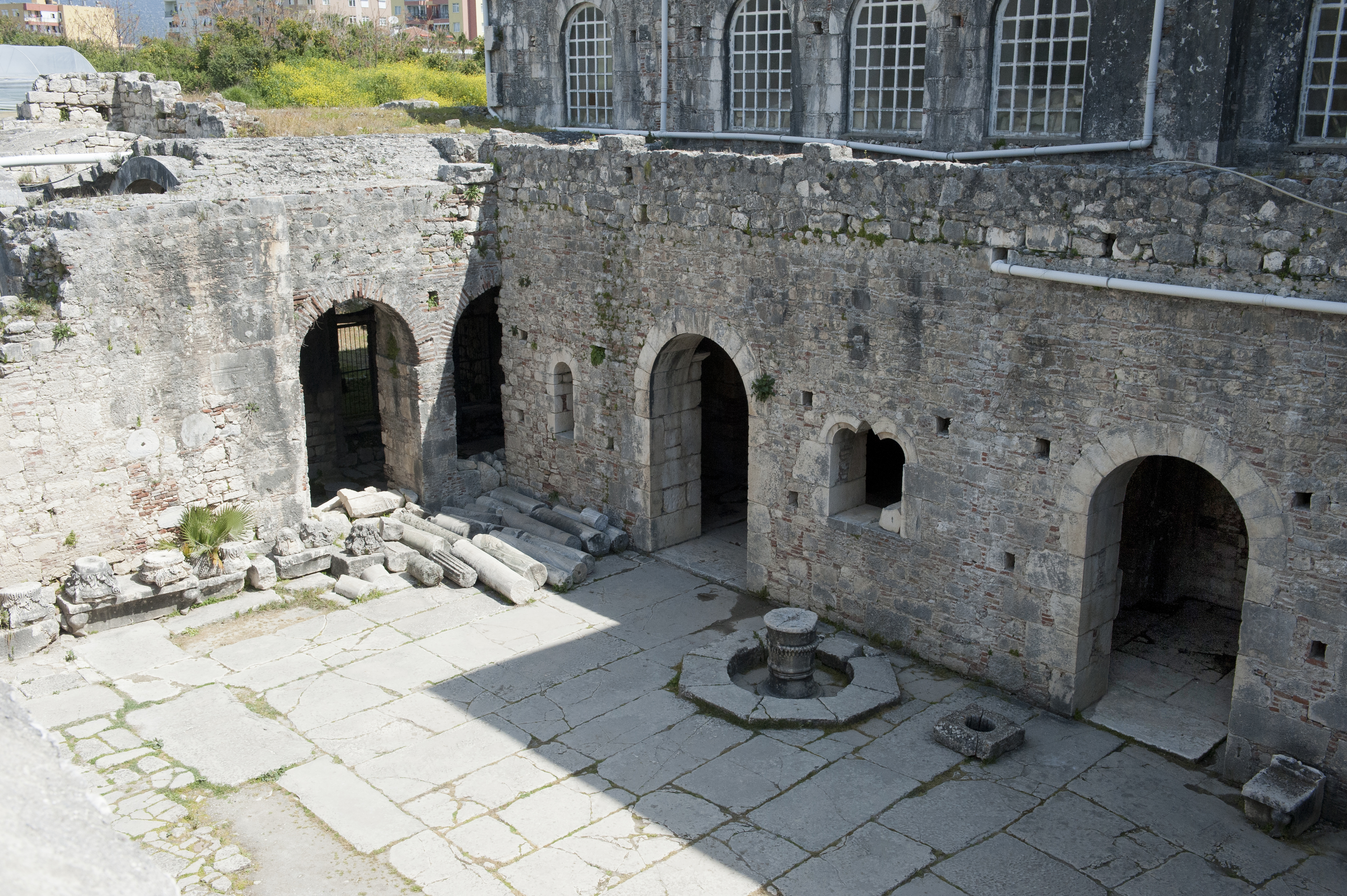
Widok na dziedziniec z góry
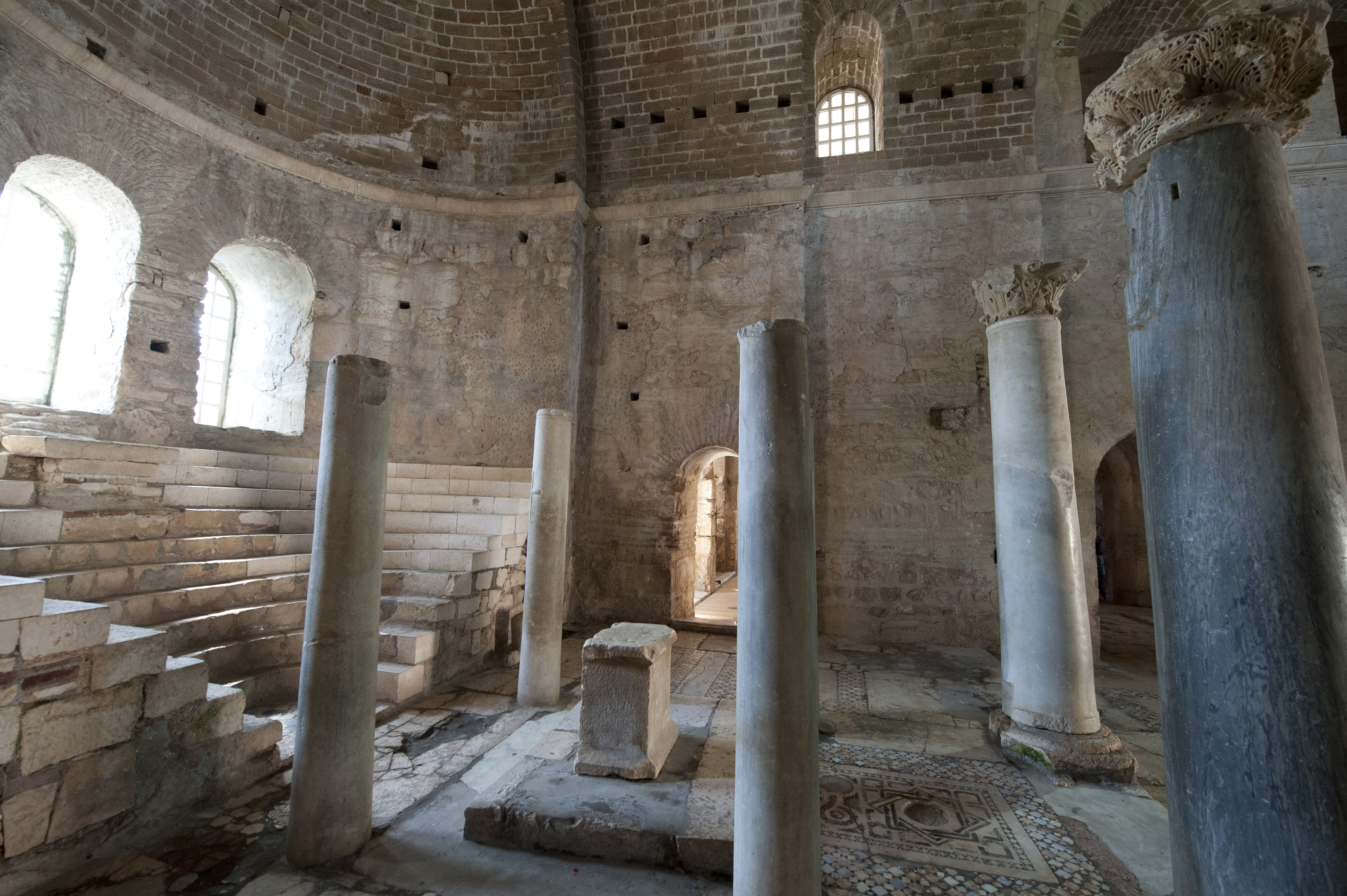
Chór
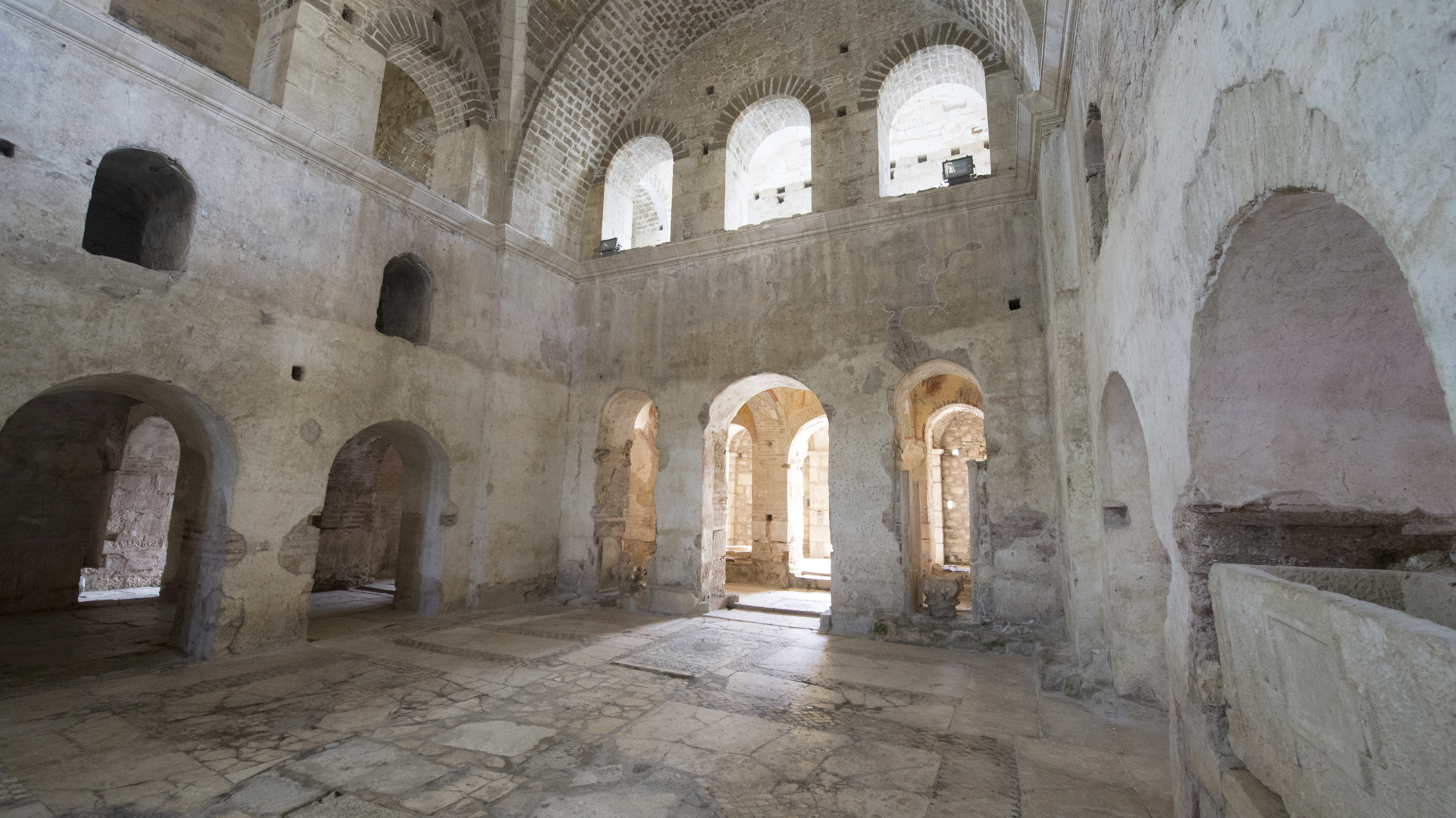
Widok z chóru